# 戴友規
戴友規，廬州人。唐末軍閥楊行密麾下謀士。在楊行密與孫儒的關鍵戰役中，抓住孙儒「專務殺掠，人心不附」的特点，提出「護民歸淮、動搖敵心」之策，助楊行密扭轉戰局，被譽為「謀臣之傑出」。

## 生平
戴友規早年入楊行密幕府為賓客。
景福元年（892年），杨行密镇宣州时，与孙儒交战失利，想退到铜官固守，召诸将商议。戴友规说：“孙儒与我军争夺扬州相持五年，彼此胜负大体相当。现在孙儒发动全军要把我军致于死地，我军若是弃城而走，就中了孙儒的计谋。淮南士民跟随杨公渡过长江还有从孙儒的军中来降之人相当多，杨公应派遣将领护送他们先回扬州，让他们恢复生业。孙儒军兵听说淮南扬州人民安居，生活稳定，会产生回归故里之念，孙儒军心动摇，怎会不败。”楊行密從其計，先遣部將護送百姓返回，並採納劉威、李神福「屯險清野、斷敵糧道」之策。孫儒部衆果軍心渙散，本人也為楊行密所擒。

## 評價
- 吳任臣《十國春秋》論曰：「戴友規數言決策，獨探本原，可謂謀臣之傑出矣。」

### 引用
1. ↑  《資治通鑒·唐紀七十五》：楊行密謂諸將曰︰「孫儒之衆十倍於我，吾戰數不利，欲退保銅官，何如？」劉威、李神福曰︰「儒掃地遠來，利在速戰。宜屯據險要，堅壁清野以老其師，時出輕騎抄其饋餉，奪其俘掠。彼前不得戰，退無資糧，可坐擒也！」戴友規曰︰「儒與我相持數年，勝負略相當。今悉衆致死於我，我若望風棄城，正墮其計。淮南士民從公渡江及自儒軍來降者甚衆，公宜遣將先護送歸淮南，使復生業；儒軍聞淮南安堵，皆有思歸之心，人心旣搖，安得不敗！」行密悅，從之。友規，廬州人也。

### 來源
- 史書
  - 《十國春秋·吳五·列傳》